# بوب مكلور
بوب مكلور (بالإنجليزية: Bob McClure)‏ هو مدرب كرة القاعدة ‏ أمريكي، ولد في 29 أبريل 1952 في أوكلاند في الولايات المتحدة.

## وصلات خارجية
- بوب مكلور على موقع دوري كرة القاعدة الرئيسي (الإنجليزية)
- بوب مكلور على موقعبيزبول رفرنس.كوم (الدوري الرئيسي) (الإنجليزية)
- بوب مكلور على موقعبيزبول رفرنس.كوم (الدوري الثانوي) (الإنجليزية)
- بوب مكلور على موقع إي إس بي إن.كوم (أم.أل.بي) (الإنجليزية)
- بوب مكلور على موقع مشجعي الرسوم البيانية (الإنجليزية)